# Bukarester FC
Der Bukarester FC war ein rumänischer Fußballverein aus Bukarest. Er wurde zwischen 1913 und 1916 dreimal rumänischer Vizemeister während der romantischen Ära des rumänischen Fußballs.

## Geschichte
Der Bukarester FC wurde im Jahr 1912 von deutschen Arbeitern gegründet und trägt daher einen deutschen Namen. Er war nach Olympia Bukarest und Colentina Bukarest der dritte Fußballklub der rumänischen Hauptstadt und trug damit wesentlich zur Verbreitung des Fußballs in der Stadt bei. Der Verein nahm bereits im ersten Jahr seines Bestehens an den Wettkämpfen um die rumänische Fußballmeisterschaft teil und wurde dreimal Vizemeister. Im Jahr 1913 gewann der Bukarester FC den Alexandru-Bellio-Pokal, in den Jahren 1913 und 1915 den Harwaster-Pokal, die in diesen Jahren aber nicht als Turnier um die rumänische Fußballmeisterschaft gewertet wurden.
Nach dem Ausbruch des Ersten Weltkriegs verließen die ausländischen Arbeiter – und damit auch die deutschen – Rumänien. Infolge des Verlustes an Mitgliedern wurde der Verein schließlich im Jahr 1916 aufgelöst.

## Erfolge
- Rumänischer Vizemeister: 1913, 1914, 1916

## Stadion
Der Verein trug seine Heimspiele auf dem Sportplatz Bolta Rece aus, der einer der ersten Fußballplätze Bukarests war. Mittlerweile existiert der Fußballplatz nicht mehr und musste dem Hauptquartier der BRD – Groupe Société Générale weichen.